# Kalavantin Durg
Kalavantin Durg est un piton rocheux et un ancien fort situé à 40 km à l'est de Bombai dans l'état du Maharashtra en Inde. Il est situé tout près du plateau de Prabalgad qui accueille d'autres fortifications.
Il est formé d'une roche volcanique , le  basalte . Il fait partie de la vaste zone géologique des trapps du deccan.